# Matanzas (República Dominicana)
Matanzas é um município da República Dominicana pertencente à província de Peravia.
Recentemente foi criado como município em 1 de junho de 2014.
Sua população estimada em 2012 era de 35 414 habitantes.